# Pereiaslivka, Nijîn
Pereiaslivka (în ucraineană Переяслівка) este o comună în raionul Nijîn, regiunea Cernihiv, Ucraina, formată numai din satul de reședință.

## Demografie
Componența lingvistică a comunei Pereiaslivka
     Ucraineană (98,96%)
     Rusă (1,04%)
Conform recensământului din 2001, majoritatea populației comunei Pereiaslivka era vorbitoare de ucraineană (98,96%), existând în minoritate și vorbitori de rusă (1,04%).